# John Ponsonby (4e comte de Bessborough)
Pour les articles homonymes, voir Ponsonby.
John William Ponsonby, 4e comte de Bessborough (31 août 1781 - 16 mai 1847) titré « vicomte Duncannon » (entre 1793 et 1844) est un homme politique et pair anglo-irlandais.

## Biographie
Membre de l'éminente famille Ponsonby de Cumberland, il est le fils aîné de Frederick Ponsonby (3e comte de Bessborough), et de Lady Henrietta Frances, fille de John Spencer (1er comte Spencer). Sir Frederick Cavendish Ponsonby et William Ponsonby, sont ses frères cadets et Lady Caroline Lamb est sa sœur cadette. La mère de Ponsonby est la maîtresse de Granville Leveson-Gower (1er comte Granville) avant son mariage avec Lady Harriet Cavendish, la nièce de la comtesse de Bessborough. Lord Granville a deux enfants illégitimes par son intermédiaire: Harriette Stewart et George Stewart. Lord Bessborough fait ses études à Harrow et à Christ Church, Oxford.

## Carrière politique
Premier commissaire des eaux et Forêts sous Lord Grey (1831-1834), il exerce ses fonctions sous Lord Melbourne à ce poste (1835-1841), brièvement en tant que ministre de l'Intérieur (1834) et en tant que Lord du sceau privé (1835-1839). Plus tard, il est Lord lieutenant d'Irlande auprès de Lord John Russell de 1846 jusqu'à sa mort, le 16 mai 1847. Il est nommé conseiller privé en 1831 et, en 1834, dix ans avant de succéder à son père, il est créé baron Duncannon, de Bessborough, dans le comté de Kilkenny. Il est Lord Lieutenant de Kilkenny de novembre 1838 jusqu'à sa mort.
Sa carrière politique est entravée par un bégaiement, qui en fait un orateur très médiocre. Comme il porte le titre de Lord Duncannon, il est cruellement surnommé "Dumbcannon". En privé, par contre, il est considéré comme un collègue précieux du gouvernement, principalement en raison de sa capacité à garder la tête froide en cas de crise. Il fait partie du soi-disant comité des quatre qui rédige le Reform Act de 1832.

## Famille

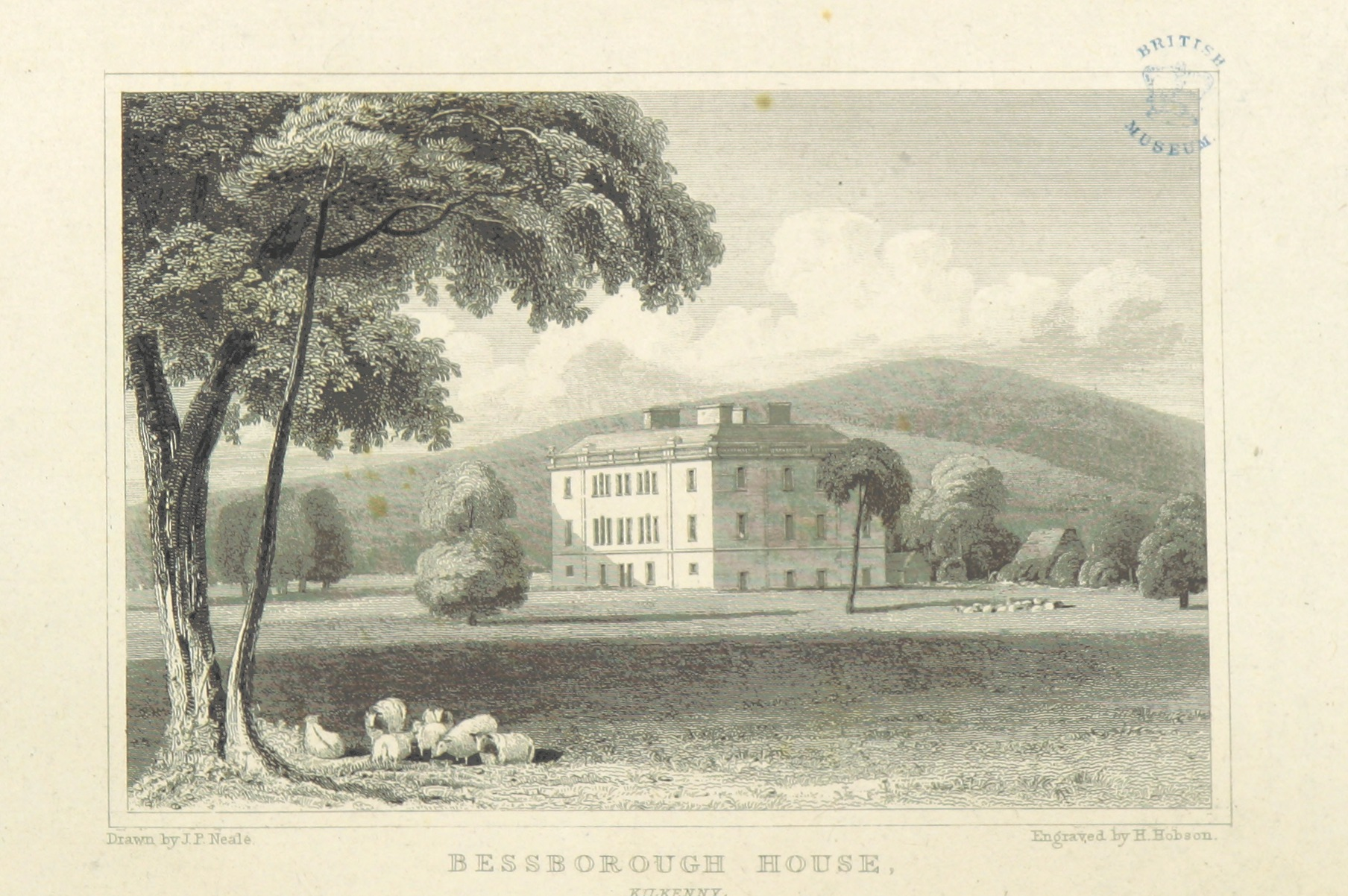
Bessborough House, comté de Kilkenny, Irlande en 1818 - le siège familial des comtes de Bessborough

John Ponsonby épouse Lady Maria Fane, fille de John Fane (10e comte de Westmorland), et Sarah Anne Child, le 16 novembre 1805 à Berkeley Square, à Londres. Ils ont huit fils et six filles,. Leur fille, Lady Emily Charlotte Mary, est restée célibataire mais elle écrit un certain nombre de romans qui ont été publiés sans attribution. Par l'intermédiaire de sa fille, Lady Augusta Gore, Bessborough est le grand-père du sportif Spencer Gore, qui remporte le premier titre du simple à Wimbledon en 1877, et de Charles Gore, l'évêque d'Oxford.
- Georgiana Sarah Ponsonby (15 août 1807 - 25 juin 1861), mariée au rév. Sackville Bourke, neveu du comte de Mayo
- John Ponsonby (5e comte de Bessborough) (14 octobre 1809 - 28 janvier 1880)
- William Wentworth Brabazon Ponsonby (29 décembre 1812 - 8 juillet 1831)
- Augusta Lavinia Priscilla Ponsonby (11 mai 1814 - 19 novembre 1904), mariée d'abord avec William Petty-FitzMaurice, comte de Kerry, 1834; puis à l'hon. Charles Alexander Gore, 1845
- Frederick Ponsonby (6e comte de Bessborough) (11 septembre 1815 - 11 mars 1895)
- Emily Ponsonby (en) (17 février 1817 - 3 février 1877)
- Maria Jane Elizabeth Ponsonby (14 mars 1819 - 13 septembre 1897), mariée à l'hon. Charles Ponsonby, 2e baron de Mauley
- George Arthur Brabazon Ponsonby (17 mai 1820 - 1841)
- Walter Ponsonby (7e comte de Bessborough) (13 août 1821 - 24 février 1906)
- Spencer Ponsonby-Fane (14 mars 1824 - 1er décembre 1915)
- Harriet Frederica Anne Ponsonby (17 juin 1825 - 16 novembre 1900)
- Kathleen Louisa Georgina Ponsonby (30 août 1826 - 9 juillet 1863), mariée à Frederick Edward Bunbury Tighe.
- Fils, décédé en bas âge (28 mai 1828 - 5 juillet 1828)
- Gerald Henry Brabazon Ponsonby (17 juillet 1829 - 30 novembre 1908)

La vicomtesse Duncannon décède en mars 1834, à l'âge de 46 ans. Lord Bessborough lui survécut treize ans et meurt en mai 1847, à l'âge de 65 ans. Son fils aîné, John, et ses fils cadets, Frederick et Walter, lui ont succédé dans le comté. Bessborough Gardens, à Londres, tire son nom de Lord Bessborough.